# Tmesisternus fumatus
Tmesisternus fumatus es una especie de escarabajo del género Tmesisternus, familia Cerambycidae. Fue descrita científicamente por Gressitt en 1984.
Habita en Nueva Guinea Occidental. Esta especie mide 18,4-22,5 mm.